# Theresia Bauer

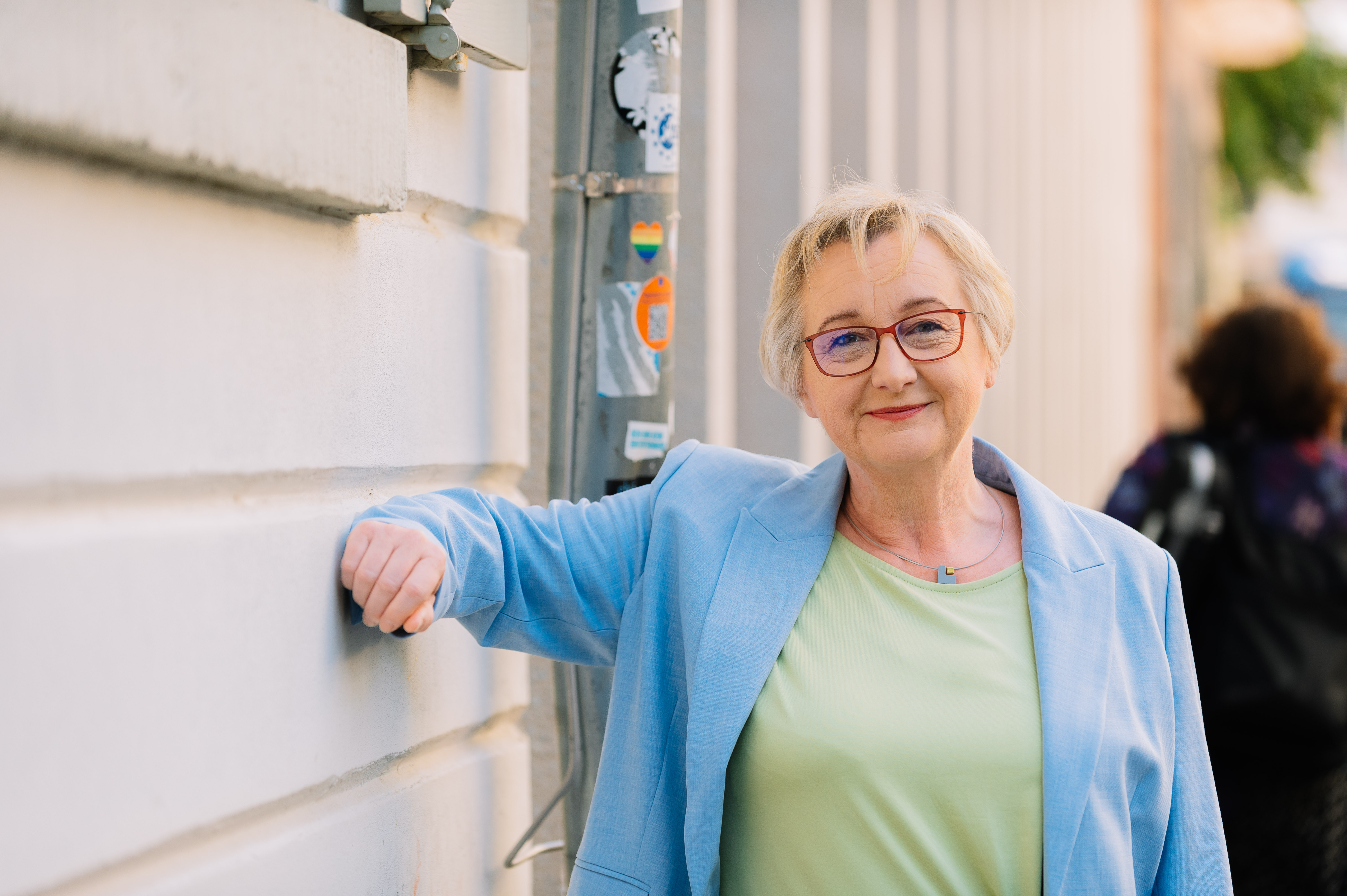
Theresia Bauer in Heidelberg (2022)

Theresia Bauer (* 6. April 1965 in Zweibrücken/Pfalz) ist eine deutsche Politikerin (Bündnis 90/Die Grünen). Sie war von Juni 2001 bis Juni 2024 Abgeordnete des Landtags von Baden-Württemberg und vertrat den Wahlkreis Heidelberg. Von Mai 2011 bis September 2022 war sie Landesministerin für Wissenschaft, Forschung und Kunst. Seit Juni 2024 ist sie Geschäftsführerin der Baden-Württemberg Stiftung.

## Biographie
Bauer wurde am 6. April in Zweibrücken geboren. Sie und ihre drei Geschwister wuchsen in einem katholischen Elternhaus auf. Sie besuchte die Grundschule in Kübelberg und danach das Gymnasium in Homburg/Saar. Nach dem Abitur 1984 studierte sie von 1985 bis 1993 Politikwissenschaft, Volkswirtschaft und Germanistik an der Universität Mannheim und der Ruprecht-Karls-Universität Heidelberg und schloss ihr Studium mit dem Magistra Artium im Jahr 1993 ab.
Beruflich tätig war sie von 1992 bis 1993 im Amt für Frauenfragen der Stadt Heidelberg und im Anschluss von 1993 bis 1995 als Referentin für politische Bildung in der Gesellschaft für politische Ökologie. Von 1995 bis zu ihrem Landtagseinzug 2001 war sie Geschäftsführerin der Heinrich-Böll-Stiftung Baden-Württemberg. Von 2011 bis 2022 war sie außerdem Vorsitzende der Carl-Zeiss-Stiftung. Am 15. Juni 2024 wurde sie Geschäftsführerin der Baden-Württemberg Stiftung. Zuvor hatte sie ihr Landtagsmandat niedergelegt.
Theresia Bauer hat zwei erwachsene Söhne und lebt in Heidelberg.

## Politische Tätigkeit

### Als Mitglied des Kreisvorstandes der Grünen
Bauer ist seit 1987 Mitglied der Partei Die Grünen. Seit 1999 war Theresia Bauer Mitglied im Kreisvorstand Heidelberg der Grünen, von 2003 bis 2011 war sie Vorsitzende des Heidelberger Kreisverbandes. Zwischen 2001 und 2011 war sie Mitglied im Landesvorstand der Partei.

### Als Landtagsabgeordnete
Ab Juni 2001 war sie Abgeordnete des Landtags von Baden-Württemberg und zog wie 2006 über ein Zweitmandat im Wahlkreis Heidelberg in den Landtag ein. In ihrer Fraktion war sie von Mai 2002 bis 2011 stellvertretende Vorsitzende. Bis 2011 war sie Mitglied im Ausschuss für Wissenschaft, Forschung und Kunst sowie Mitglied im Aufsichtsrat der Landesstiftung Baden-Württemberg.
Bei der Landtagswahl 2011 gewann Theresia Bauer mit 36,7 Prozent erstmals das Direktmandat in ihrem Wahlkreis Heidelberg, welches sie 2016 mit 41,0 Prozent und 2021 mit 41,7 Prozent verteidigen konnte.
Am 14. Juni 2024 legte Bauer ihr Landtagsmandat im Zuge ihrer Ernennung zur Geschäftsführerin der Baden-Württemberg Stiftung nieder. Für sie rückte Marilena Geugjes in den Landtag nach.

### Als Landesministerin für Wissenschaft, Forschung und Kunst
Am 12. Mai 2011 wurde sie im Landtag erstmals als Ministerin für Wissenschaft, Forschung und Kunst im Kabinett Kretschmann I vereidigt und bekleidete diesen Posten bis September 2022 auch in den Nachfolgeregierungen Kretschmann II und Kretschmann III.
Als Ministerin schaffte sie die Studiengebühren ab, baute Studienplätze im Bachelor- und Masterbereich aus (Ausbau des Programms „Hochschule 2012“, Programm „Master 2016“) und führte die Verfasste Studierendenschaft in Baden-Württemberg (nach ihrer Abschaffung 1977) wieder ein. Anders als einige andere Bundesländer gleicht Baden-Württemberg die durch den Wegfall der Studiengebühren verlorenen Einnahmen der Hochschulen vollständig aus. Die von ihr initiierte Novellierung des Landeshochschulgesetzes erarbeitete sie im ständigen Austausch mit den Hochschulen und konnte sie daher geräuschlos verabschieden lassen. Bauer hat Kommissionen eingesetzt, die sich mit der Reform der Lehrerbildung und mit einer Stärkung der Nachhaltigkeit in der Wissenschaft befassen.
Im Herbst 2012 entschied sich ein Landesparteitag der baden-württembergischen Grünen für die von Bauer angestrebte Linie, mit Rücksicht auf die historische Bedeutung der Forschungsfreiheit keine Zivilklausel ins Landeshochschulgesetz aufzunehmen und stattdessen die Transparenz im Bereich Drittmittelfinanzierung deutlich zu erhöhen. Am 17. Juli 2013 legte Bauer ein Konzept vor, nach dem an den Musikhochschulen in Baden-Württemberg 4 Millionen Euro pro Jahr eingespart werden sollten. Dies hätte die Streichung von hunderten Studienplätzen sowie zahlreicher Studiengänge bedeutet und stieß deshalb auf breite Kritik, woraufhin Bauer ihre Planungen aufgab, die Musikhochschulen aber zu stärkerer Profilbildung und Ausrichtung auf die Erfordernisse des Arbeitsmarkts drängte.

#### Hochschulfinanzierungsvertrag, „Perspektive 2020“
Im Januar 2015 wurde der von Bauer maßgeblich verhandelte neue Hochschulfinanzierungsvertrag, „Perspektive 2020“, unterzeichnet. Dadurch erhielten die Hochschulen in Baden-Württemberg bis 2020 vom Land 1,7 Mrd. Euro zusätzliche Mittel, die zum Teil dadurch freigeworden waren, dass der Bund die BAföG-Finanzierung vollständig übernommen hatte. Von diesen gingen 1,1 Mrd. Euro direkt in die Grundfinanzierung. 600 Mio. Euro wurden für die Aufstockung des Hochschulbauprogramms bereitgestellt. Mit dem neuen Vertrag erhielten die Hochschulen deutlich mehr Planungssicherheit. Damit folgte Baden-Württemberg als erstes Bundesland der Empfehlung des Wissenschaftsrats, die Grundfinanzierung der Hochschulen um 3 Prozent pro Jahr zu erhöhen.

#### Wiedereinführung der Studiengebühren für Nicht-EU-Bürger
Im Oktober 2016 schlug sie angesichts der enorm steigenden Zahlen der Studierenden die Wiedereinführung der Studiengebühren für Nicht-EU-Bürger und Zweitstudierende als Maßnahme zur Konsolidierung des baden-württembergischen Haushalts vor.  Die Gebühren wurden im Mai 2017 beschlossen. Der Vorschlag umfasste Studiengebühren von 1500 Euro pro Semester für Nicht-EU-Bürger, 650 Euro für Zweitstudierende und die Erhöhung des Verwaltungsbeitrags für alle Studierenden um 10 Euro zum Wintersemester 2017/18.

#### Innovationscampus Cyber Valley
Mit Partnern aus Wissenschaft und Wirtschaft startete Bauer 2016 die Initiative Cyber Valley. Sie ist eine der größten Forschungskooperationen für Künstliche Intelligenz in Europa mit Standort in Tübingen. Partner sind neben den Universitäten Tübingen und Stuttgart auch Unternehmen wie Daimler oder Amazon. Für den Aufbau des Cyber Valley investierten das Land und seine Partner in einem ersten Schritt rund 165 Mio. Euro.

#### Innovationscampus „Heidelberg 4 Life“
Im Frühjahr 2018 setzte sich Bauer für den Bau von zwei Forschungsgebäuden auf dem Innovationscampus in Heidelberg ein. Am Campus des Forschungsnetzwerkes zwischen Universität Heidelberg und der Max-Planck-Gesellschaft, wird an Zellen auf der Nanoebene geforscht. Der Campus ist auf eine Initiative von Nobelpreisträger Stefan Hell entstanden und wird vom Land Baden-Württemberg mit 25 Millionen unterstützt.

#### Innovationscampus Mobilität der Zukunft (ICM)
Seit Juli 2019 fördert das zu jener Zeit von Bauer geführte Ministerium für Wissenschaft, Forschung und Kunst Baden-Württemberg  den InnovationsCampus Mobilität der Zukunft des Karlsruher Instituts für Technologie und der Universität Stuttgart. Der InnovationsCampus ist ein Schwerpunkt des Wissenschaftsministeriums im "Strategiedialog Automobilwirtschaft" des Landes.

#### Blasmusikakademien in Plochingen und Staufen
Unter Bauers Ägide stellte die Landesregierung für die badische und die württembergische Blasmusik-Akademie bis zum Jahr 2020 18 Millionen Euro bereit. Die Mittel werden für das Neubauvorhaben des Musikzentrums Baden-Württemberg in Plochingen und die Musikakademie des Bundes Deutscher Blasmusik in Staufen verwendet.

#### Mobilitätskonzepte emissionsfreier Campus  (Mobility Lab)
Im September 2018 startete Bauer den Ideenwettbewerb „Mobilitätskonzepte für einen emissionsfreien Campus“ für die baden-württembergischen Hochschulen. Ziel ist, emissionsfreie Mobilitätskonzepte künftig zum festen Bestandteil der Hochschulen werden zu lassen. Die Initiative ist eingebettet in den Strategiedialog Automobilwirtschaft BW, bei dem über Branchengrenzen hinweg Innovationspotenziale für die Automobilindustrie erforscht werden sollen. Das Wissenschaftsministerium des Landes stellt dafür insgesamt 3,15 Millionen Euro bereit. Ausgezeichnet wurden die Konzepte der Universitäten Stuttgart und Hohenheim, die Hochschule Biberach, der DHBW-Standort Stuttgart und die Hochschule für Technik in Stuttgart.

#### Namibia-Initiative des Landes Baden-Württemberg
Bei einem Besuch in Namibia im März 2019 überreichte Ministerin Bauer die im Jahr 1883 von deutschen Kolonialtruppen erbeutete „Witbooi-Bibel und -Peitsche“ und kündigte weitere Initiativen des Bundeslandes Baden-Württemberg an, um die deutsch-namibische Geschichte nicht in Vergessenheit geraten und einen Ausgleich stattfinden zu lassen. „Wir wollen die gemeinsame Kolonialgeschichte auch gemeinsam aufarbeiten und heute ein neues Kapitel der Zusammenarbeit aufschlagen“, sagte sie dazu am 27. Februar in Windhoek.  Dazu soll es u. a. Austauschprogramme und Wissenstransfers sowie Kooperationen auf Universitäts- und Archivebene geben. Auch neue Konzepte für die Aufarbeitung der gemeinsamen Geschichte sollen erarbeitet werden. Ziele dieses Projektes sind die historischen Quellen des Nationalarchivs besser zugänglich zu machen und den Wissensaustausch zwischen den Ländern zu fördern.

#### Promotionsverband der Hochschulen für angewandte Wissenschaften Baden-Württemberg
Unter Theresia Bauer wurde 2022 der Promotionsverband der Hochschulen für angewandte Wissenschaften Baden-Württemberg ins Leben gerufen, der den Hochschulen für angewandte Wissenschaften die Möglichkeit eröffnete, ohne die Universitäten das Promotionsrecht auszuüben. Es soll damit den Absolventen der Hochschulen für angewandte Wissenschaften ein neuer Weg eröffnet werden, sich wissenschaftlich weiterzuentwickeln und zugleich die Hochschulen als Institution gestärkt werden. Im September 2022 verlieh Bauer dem im Mai 2022 gegründeten Verband das Promotionsrecht.

### Kandidatur als Oberbürgermeisterin für Heidelberg
Am 21. März 2022 gab Bauer bekannt, am 6. November 2022 bei der Oberbürgermeisterwahl in Heidelberg zu kandidieren. In diesem Zusammenhang legte sie ihr Ministeramt nieder. Am 28. September 2022 wurde Petra Olschowski als ihre Nachfolgerin vereidigt.
Bauer erreichte im ersten Wahldurchgang 28,6 % der Stimmen. Da Amtsinhaber Eckart Würzner die absolute Mehrheit der Stimmen mit 45,9 % verfehlte, kam es zu einem zweiten Wahldurchgang am 27. November 2022. Außer Würzner, Bauer und dem Die-PARTEI-Kandidaten zogen sich alle Bewerber zurück. Im zweiten Wahldurchgang erreichte Bauer 42,4 % der Stimmen und unterlag somit dem amtierenden Oberbürgermeister Würzner, der 54 % der Stimmen erhielt.

### Auszeichnungen
Nach 2013, 2015 und 2016 wurde sie 2022 zum vierten Mal vom Deutschen Hochschulverband (DHV) als Wissenschaftsministerin des Jahres ausgezeichnet. Im Jahr 2015 nahmen von den 26.519 Mitgliedern des DHV 2.480 (9,4 %) an der Abstimmung teil. Bauer wurde von 294 Teilnehmern bewertet und erhielt die Gesamtnote 2,85. 2016 erhielt sie die Gesamtnote 2,62. Ihr wurden Dialogbereitschaft, politische Rationalität und „partiell sogar Exzellenz“ bescheinigt.

## Kritik an Theresia Bauer

### Umgang mit der Zulagen-Affäre an der Verwaltungshochschule in Ludwigsburg
Ende 2011 hatte der frühere Rektor der Verwaltungshochschule Ludwigsburg 17 Professoren auf rechtswidriger Grundlage finanzielle Zulagen gewährt. In vier Fällen wurde nachträglich noch eine rechtmäßige Grundlage für die Zulage gefunden. Wegen des sogenannten Vertrauensschutzes bekamen die anderen 13 Professoren die Zulagen weiterhin. Theresia Bauer wird in diesem Zusammenhang vorgeworfen, den Vorgang weder an die Staatsanwaltschaft noch an den Rechnungshof weitergeleitet zu haben, sowie die nachfolgende Rektorin Claudia Stöckle bei den Aufräumarbeiten nicht ausreichend unterstützt zu haben. Am 19. Januar 2017 kündigten die Fraktionen von SPD und FDP an, einen Untersuchungsausschuss einsetzen zu wollen. Der Untersuchungsausschuss beschäftigt sich seit dem 20. Juli 2017 auch mit Vorgängen um die Professorenbesoldung an der Hochschule für Technik, Wirtschaft und Gestaltung (HTWG) in Konstanz.
Im weiteren Verlauf der Affäre wurde Claudia Stöckle vom Ministerium im Jahr 2015 als Rektorin entlassen. Das Verwaltungsgericht Stuttgart stufte diese Abwahl von Rektorin Stöckle 2018 als rechtswidrig ein. Die Urteilsbegründung stellt zudem fest, dass die von Bauer zur Klärung der Situation eingesetzte sogenannte Stratthaus-Kommission nach Ansicht des Gerichts keineswegs frei und unabhängig gewesen sei. Vielmehr sei sie vom Wissenschaftsministerium benutzt und entsprechend gelenkt worden, die zunächst gescheiterte Ablösung Stöckles doch noch zu ermöglichen. Das widerspricht der Darstellung von Bauer gegenüber dem Parlament, den Hochschulgremien und der Öffentlichkeit. Die Oppositionsparteien beantragten daraufhin die Entlassung von Ministerin Bauer, die jedoch im Landtag abgelehnt wurde.

### Studiengebühren für Nicht-EU-Studierende und Zweitstudium
Der im Oktober 2016 von Bauer angekündigte Schritt, die Studiengebühren für Nicht-EU-Studierende und Zweitstudierende wieder einzuführen, stieß auf breite Kritik von Organisationen und Verbänden: Gegen den Vorschlag sprachen sich unter anderem Studierendenvertretungen, das Deutsche Studentenwerk, die Parteien SPD und FDP, Gewerkschaften (GEW, DGB), das Aktionsbündnis gegen Studiengebühren (ABS), der Bundesverband ausländischer Studierender (BAS), der fZS und der Dachverband Entwicklungspolitik Baden-Württemberg e. V. (DEAB) aus.
Nach Einführung der Studiengebühren haben sich ein Fünftel weniger internationale Studierende eingeschrieben als im Vorjahr. Mehrere Studierende haben vor dem Verwaltungsgericht Freiburg bzw. Karlsruhe gegen die Gebühren geklagt. Bereits im Wintersemester 2018/19 ist die Zahl der internationalen Studierenden nach Angaben des statistischen Landesamts jedoch wieder um 8,7 % gestiegen.

### Verhältnis zur Verfassten Studierendenschaft
Theresia Bauer hat als Ministerin für Wissenschaft, Kunst und Kultur die Verfasste Studierendenschaft in Baden-Württemberg wieder eingeführt. Studierendenvertreter kritisieren jedoch den Umgang der Ministerin mit den Studierendenschaften: So erfuhren die Vertreter erst aus der Presse von der geplanten Einführung der Studiengebühren für Nicht-EU-Studierende und Zweitstudium. Dieses Vorgehen wiederholt sich bei den geplanten Streichungen bezüglich des politischen Mandats der Studierendenschaft. Die Landesstudierendenvertretung sieht darin einen „grobe[n] Vertrauensbruch“ und fordert den Rücktritt der Ministerin.

## Mitgliedschaften
- Senat der Max-Planck-Gesellschaft[51]
- Senat der Berlin-Brandenburgische Akademie der Wissenschaften[51]

## Veröffentlichungen
- Politische Intelligenz? Ein Blick aus der Praxis zwischen Politik und Wissenschaft. In: Rainer M. Holm-Hadulla, Joachim Funke, Michael Wink (Hrsg.): Intelligenz: Theoretische Grundlagen und praktische Anwendungen. Heidelberg University Publishing, 2022, ISSN 2509-7822.
- Theorie – Praxis – und zurück. Als Politologin im Parlament. In: Matthias Catón, Julia Leininger, Philip Stöver, Claudia Ziller (Hrsg.): Politikwissenschaft im Beruf. Münster 2005, ISBN 978-3-8258-8360-7.
- Teilzeitbeschäftigung von Frauen im europäischen Vergleich am Beispiel Schwedens, Großbritanniens und der Bundesrepublik Deutschland. In: Ulla Kilchenmann (Hrsg.): Flexibel oder flexibilisiert? Chancen und Fallen der Teilzeitarbeit von Frauen. Zürich 1992, ISBN 978-3-905493-35-1.
- „Wir war’n die jüngste der Parteien“. In: Winne Hermann, Wolfgang Schwegler-Rohmeis (Hrsg.): Grüner Weg durch schwarzes Land. Edition Erdmann, Stuttgart 1989, ISBN 3-522-62680-X.